# Rezerwat przyrody Pieczyska (województwo świętokrzyskie)
Rezerwat przyrody Pieczyska – rezerwat torfowiskowy na terenie Nadnidziańskiego Parku Krajobrazowego w gminie Pińczów, w powiecie pińczowskim, w województwie świętokrzyskim.
- Powierzchnia: 40,41 ha[2]
- Rok utworzenia: 1999
- Dokument powołujący: Rozporz. Woj. Święt. 11/1999 z 30.04 1999; Dz.Urz. Woj. Święt. 23/1999, poz. 556 z 10.05.1999[2]
- Numer ewidencyjny WKP: 025
- Charakter rezerwatu: częściowy
- Przedmiot ochrony: śródleśne torfowiska, w tym zespół torfotwórczy z lepiężnikiem różowym (Petasites hybridus) stanowiącym ostoję dla rzadkich i chronionych roślin (turzyca, kruszczyk błotny) i zwierząt

Na terenie rezerwatu występuje las mieszany ze świerkiem pospolitym i jodłą oraz torfowisko zarastające brzozą i sosną. Występują też rośliny chronione: wawrzynek wilczełyko, pełnik europejski i storczyk kukawka.
Przez rezerwat przechodzi  niebieski szlak turystyczny z Pińczowa do Wiślicy.